# Leptomyrmex varians
Leptomyrmex varians es una especie de hormiga del género Leptomyrmex, subfamilia Dolichoderinae. Fue descrita científicamente por Emery en 1895.
Se distribuye por Australia. Se ha encontrado a elevaciones de hasta 490 metros. Vive en microhábitats como nidos, montículos y el forraje.